# 小川誠
小川 誠（おがわ まこと、1917年（大正6年）2月 - ）は、大日本帝国陸軍の軍人、戦闘機搭乗員。
熊谷陸軍飛行学校72期。最終階級は少尉。
終戦までの撃墜数は9機で、うち7機はB-29である。

## 経歴
静岡県富士郡出身。18歳の時、陸軍に志願入隊し、飛行第7戦隊所属の整備兵となる。のちに戦闘機搭乗員を志し、熊谷陸軍飛行学校に入学、1938年8月卒業。戦線には赴かず、教官補佐として校舎にとどまった。
1941年末、戦線への配属が決まり、満州の飛行第70戦隊に配属、3年間にわたる幾多の空中戦を経て、戦闘機搭乗員としての経験を積んだ。
やがて戦局の悪化に伴い、内地にも米軍の爆撃が及ぶようになった。1944年2月、70戦隊は帝都防衛の任を負い、千葉県の松戸陸軍飛行場に展開。11月には、柏町に移転、装備も鍾馗から二式二十粍固定機関砲実装の四式戦闘機へと取って代わられた。
小川は、B-29は爆撃中が最も外部からの攻撃に早急な対応ができにくいということに気付いた。1945年2月10日の昼、中島飛行機の企業城下町である群馬県太田町を爆撃していた7機編隊のB-29と遭遇、ホ301噴進砲装備の鍾馗を駆り、2機の爆弾倉を射抜いた。1ヶ月後の3月10日にも同じくホ301で、B-29一機を撃墜した。これらの功績により、7月9日、第12方面軍司令官田中静壱大将より表彰状と陸軍武功徽章乙が授与され、同日付けで少尉に昇進を果たした。
終戦までの総撃墜数は9機で、うち7機はB-29、残りの2機はP-51。
戦後は民間企業に就職し、東京に在住。